# Fleming: The Man Who Would Be Bond
Fleming: The Man Who Would Be Bond es una miniserie transmitida del 29 de enero de 2014 hasta el 19 de febrero de 2014 por medio de la BBC America. Está protagonizada por Dominic Cooper como Ian Fleming, mientras que Lara Pulver interpreta su interés amoroso, Ann O'Neill.

## Historia
La miniserie detalla la vida militar del creador del personaje de James Bond: Ian Fleming.

## Personajes

### Personajes principales
| Actor              | Personaje                              | Ocupación       | Episodios | Temporada |
| ------------------ | -------------------------------------- | --------------- | --------- | --------- |
| Dominic Cooper     | Ian Fleming                            | -               | 4         | 2014      |
| Lara Pulver        | Ann O'Neill                            | -               | 4         | 2014      |
| Anna Chancellor    | Monday                                 | Segunda Oficial | 4         | 2014      |
| Rupert Evans       | Peter Fleming                          | Autor           | 4         | 2014      |
| Lesley Manville    | Evelyn St. Croix Fleming               | -               | 4         | 2014      |
| Samuel West        | John Godfrey                           | Contraalmirante | 4         | 2014      |
| Camilla Rutherford | Loelia Lindsay, Duquesa de Westminster | -               | 4         | 2014      |
| Annabelle Wallis   | Muriel Wright                          | -               | 2         | 2014      |

### Personajes secundarios
| Actor             | Personaje            | Ocupación                  | Episodios | Temporada |
| ----------------- | -------------------- | -------------------------- | --------- | --------- |
| Pip Torrens       | Esmond Rothermere    | Dueño del "The Daily Mail" | 4         | 2014      |
| Dean Lennox Kelly | Sgt. Dixon           | Sargento                   | 2         | 2014      |
| Stanley Townsend  | Col. William Donovan | Coronel                    | 2         | 2014      |
| Antonia Thomas    | -                    | Cantante de Jazz           | 2         | 2014      |
| Tom Whitecross    | -                    | Cantante Dorchester        | 2         | 2014      |

## Premios y nominaciones
| Año  | Categoría                                                          | Premio               | Nominados      | Resultado |
| ---- | ------------------------------------------------------------------ | -------------------- | -------------- | --------- |
| 2014 | Outstanding Cinematography for a Miniseries or Movie               | Primetime Emmy Award | Ed Wild        | Nominado  |
| 2014 | Best Actor in a Miniseries or a Motion Picture Made for Television | Satellite Award      | Dominic Cooper | Nominado  |
| 2014 | Best Miniseries Made for Television                                | Satellite Award      | -              | Nominado  |

## Episodios
La miniserie consiste de cuatro episodios.

## Producción
La miniserie fue dirigida por Mat Whitecross, escrita por John Brownlow y Don Macpherson, y contó con la participación en la producción de Douglas Rae y Sarah Curtis.  

## Emisión
La serie se emitió del 29 de enero del 2014 hasta el 19 de febrero de 2014. 

### Emisión en otros países
| País        | Cadenas             | Fecha de Inicio       | Fecha de Finalización |
| ----------- | ------------------- | --------------------- | --------------------- |
| Reino Unido | The History Channel | 12 de febrero de 2014 | -                     |